# Angelo Angeli
Angelo Angeli, född 20 augusti 1864 i Tarcento, provinsen Udine, död 1 juni 1931 i Florens, var en italiensk kemist.
Angeli studerade i Padua och Bologna samt blev professor i kemi 1897 i Palermo och 1905 vid Istituto di studi superiori i Florens. Nästan alla hans arbeten ligger inom det organisk-syntetiska området. Hans viktigaste undersökningar behandlar kväveföreningarnas kemi, speciellt pyrrol samt azoxiföreningar, en grupp av azoföreningar.
I tre monografier sammanfattade Angeli en del av sina mest på italienska skrivna originalavhandlingar, Verbindungen des Stickstoffs (1908), Neue Studien in der Indol- und Pyrrolreihe (1911) och Ueber die Konstitution der Azoxiverbindungen (1913), samtliga i Felix B. Ahrens "Sammlung chemischer und chemisch-technischer Vorträge" (utgiven i Stuttgart).
I sina senare studier av pyrrolgruppen upptäckte Angeli bland annat sambandet mellan pyrrolderivat och de i djur- och växtkroppen förekommande melaninerna. Under första världskriget utarbetade han för sitt land skyddsåtgärder emot stridsgaser; på sprängämnesområdet studerade han särskilt de röksvaga krutsorternas självsönderdelning.
Angeli var ledamot av alla större italienska vetenskapliga akademier och invaldes 1919 i Vetenskapssocieteten i Uppsala.